# Vindinge Boldklub
Vindinge Boldklub er beliggende på Skolevej 15, Vindinge, 5800 Nyborg. Klubben har både håndbold- og fodboldhold.
Vindinge Boldklub har et fodboldhold placeret i Fyns serie 1, og klubben er medlem af foreningen FBU.

## Ekstern kilde/henvisning
- Vindinge Boldklubs officielle hjemmeside
- S1 2007, pulje 1 Arkiveret 19. februar 2008 hos  Wayback Machine